# 언어학
언어학(言語學, 영어: linguistics)은 인간의 언어를 과학적으로 연구하는 학문이다. 인간이 사용하는 언어의 기능과 본질을 과학적으로 연구함으로써 인간이 가지고 있는 문법과 같은 의식적 또는 무의식적인 지식을 체계화, 규칙화하는 것에 그 연구 목적이 있다. 인지 및 사회적인 부분도 다루기 때문에 인문학 뿐 아니라 사회과학, 자연과학, 인지과학으로 분류되기도 한다.
언어 체계의 분석은 크게 문장의 구조와 규칙에 대한 통사론, 의미론, 단어의 구조에 대한 형태론, 음성학, 음운론, 화용론으로 구분한다. 이외에도 진화 등 생물학적 방법론을 사용하는 생물언어학, 심리학적 요소를 고려한 심리언어학 등의 분과도 존재한다.
언어학은 이론적인 연구와 실용적인 연구를 모두 포괄한다. 이론언어학은 언어철학 등 인간 언어의 이론적인 부분을 다룬다. 응용언어학은 언어교육이나 문해와 같이 보다 실용적인 목적을 가지고 연구한다.
언어현상을 어떤 관점으로 연구할지에 따라 여러 방식으로 구분할 수 있다. 시간을 기준으로 어떤 한 순간의 상태를 연구하는 공시언어학과 시간에 따른 변화를 연구하는 통시언어학으로 구분할 수 있고, 다룰 수 있는 언어의 개수에 따라 다중언어와 단일언어로 그 대상을 구분할 수도 있고, 아이와 어른으로 구분할 수도 있으며, 학습한 것과 습득한 것으로 구분할 수도 있다.

## 분야
언어학의 연구 분야를 나누는 가장 큰 구분 중의 하나는 어떤 한 순간의 언어 상태를 연구하는 공시언어학과 시간에 따른 언어의 변화를 연구하는 통시언어학을 구분하는 것이다.
- 공시언어학
- 통시언어학

다음은 언어학을 구성하는 가장 기본적인 이론 분야이다. 이러한 구분은 언어가 낮은 단계의 소리에서 높은 단계의 뜻까지 위계적으로 구성되어 있다는 관점에 기반한 것이다. 그러한 위계적인 구조 속에서 어떠한 대상을 중점적으로 연구하는가에 따라 구분한 것이다.
- 음성학은 음성의 물리적 성질에 대한 학문
- 음운론은 화자가 말할 때 심리적으로 구분하는 소리(음운)에 대한 학문
- 문자론은 문자에 대한 학문
- 형태론은 단어의 내부 구조에 대한 학문
- 통사론은 문장의 내부 구조에 대한 학문
- 의미론은 단어의 의미와 단어의 조합에 따른 의미 변화에 대한 학문
- 화용론은 대화에서 화자의 말이 어떻게 사용되는가에 대한 학문
- 텍스트언어학 또는 담화론은 가장 큰 언어단위인 텍스트 또는 담화에 대한 학문

위에서 형태론과 통사론을 문법론으로 묶기도 한다.
다음 분야들은 그 연구의 역사가 매우 오래된 분야들로 전통언어학의 분야로 인식되기도 한다. 어휘론은 단어들의 체계를 연구하는 분야에 해당하고 어원론은 언어의 시간적인 변화, 방언학은 언어의 공간적인 변화를 연구하는 분야이다.
- 어휘론
- 어원론 (어원학)
- 방언학

어떠한 차원에서 언어를 연구하는가에 따라 다음과 같은 분야들이 존재한다. 이러한 구분은 위에 제시된
대상들을 어떠한 입장에서 또는 어떠한 방법론을 가지고 연구하는가를 구분하는 것이다. 따라서, 역사적인 차원에서 음운론을 연구하는 분야는 역사음운론, 전산적인 차원에서 의미론을 연구하는 분야는 전산의미론, 이론적인 관점에서 통사론을 연구하는 분야는 이론통사론 등으로 불린다.
논리학, 수학, 컴퓨터 과학, 통계학 등의 방법론을 이용한 접근법들도 존재하며 이들은 순수한 언어학이 아니라 학제간 연구로 인식되기도 하며 때로는 실용적인 성격이 강해 응용언어학으로 인식되기도 한다.
- 비교언어학 (또는 역사언어학, 역사비교언어학)
- 언어유형학 (언어유형론, 또는 짧게 유형론)
- 전산언어학
- 말뭉치언어학 (또는 코퍼스언어학)
- 법언어학

또한 언어의 어떤 측면을 대상으로 연구하는 것이 아니라 언어학이라는 학문을 대상으로 연구하는 분야도 존재한다. 언어학의 방법론에 대한 추상적인 연구를 하는 메타언어학과 언어학의 역사를 연구하는 언어학사가 있다.
- 메타언어학
- 언어학사

이외에도 언어학의 하위 분야로 인식되기도 하고 문학의 한 분야로 인식되기도 하는 문체론과 수사학, 철학의 한 분야로 인식되는 기호학 등이 있다.
- 문체론
- 수사학
- 기호학

### 응용 분야
언어와 관련된 실질적인 분야를 다루는 응용언어학에는 언어 관련 교재 개발, 교수법, 번역과 통역, 사전 편찬, 언어치료, 언어정책, 전산처리 등 다양한 분야가 존재한다.
- 담화분석
- 말뭉치언어학 (또는 코퍼스언어학)
- 맞춤법, 정서법
- 대조언어학
- 번역학
- 사전학 (사전편찬학)
- 언어교육학
- 언어정책
- 자연언어처리 : 음성처리, 음성인식, 음성합성, 화자인식, 기계번역
- 통계언어학 (또는 계량언어학)

### 인접 분야와 학제적 연구
언어학은 연구 주제에서 문학, 철학, 인류학, 심리학, 인지과학 등 공유하는 부분이 있다. 언어를 연구하는 분야들은 서로 겹치는 부분들이 많기 때문에 어느 특정 학문 분야의 하위 분과로 분류하기 어려운 경우가 많다. 이러한 분야들은 흔히 학제적연구라고 불린다. 이들은 언어학을 비롯한 여러 학문들 사이의 경계에 놓여 있으며 일부 분야는 언어에 관련된 것임에도 불구하고 언어학자들에 의해서는 거의 연구되지 않는 경우도 있다.
- 기호학
- 사회언어학
- 언어 되살리기
- 수리언어학
- 신경언어학
- 심리언어학
- 언어병리학 - 언어장애, 언어치료
- 언어습득
- 응용언어학
- 인류언어학 (참조 언어인류학)
- 인지언어학
- 자연언어처리 : 음성처리, 음성인식, 음성합성, 화자인식, 기계번역
- 전산언어학
- 통계언어학 (또는 계량언어학)
- 언어지리학
- 언어철학

## 커리큘럼
대한민국에서는 고려대학교, 부산대학교, 서울대학교, 충남대학교, 한국외국어대학교 등과 같이 주요 언어학에 대한 커리큘럼을 가진 언어학과들은 전공 학위에서 문학사로 분류하고 있다.

## 같이 보기
- 비교 재구
- 언어학자 목록

## 참고 도서
- 김방한 (2001), 언어학의 이해, 민음사. (ISBN 89-374-5429-7)
- 김선미 (2003), 언어와 언어학 이론, 한국문화사. (ISBN 89-5726-073-0)
- 김진우 (2007), 언어 - 이론과 그 응용, 탑출판사. (ISBN 9788934201083)
- 김진호 (2004), 언어학의 이해, 역락. (ISBN 89-5556-277-2)
- 배주채 (2015), 언어학개론, 태학사. (ISBN 9788959667260)
- 송완용 (1999), 언어학 기초이론, 신아사. (ISBN 89-86964-12-0)
- 이건수 (2000), 언어학 개론, 신아사. (ISBN 89-8396-142-2)
- 이석규 (2001), 텍스트 언어학의 이론과 실제, 박이정. (ISBN 89-7878-493-3)
- 이철수, 문무영, 박덕유 (2004), 언어와 언어학, 역락. (ISBN 89-5556-270-5)